# Trastorno cognitivo posquimioterapéutico
El trastorno cognitivo posquimioterapéutico (TCP) (también llamado disfunción o discapacidad cognitiva inducida por la quimioterapia, obnubilación quimioterapéutica o con su nombre coloquial en inglés chemo brain) es una discapacidad cognitiva que puede ser consecuencia del tratamiento con fármacos de quimioterapia. Aproximadamente de 20 a 30 por ciento de las personas que se someten a quimioterapia sufren algún grado de trastorno cognitivo posquimioterapéutico. El fenómeno salió a la luz debido al gran número de sobrevivientes de cáncer de mama que se quejaban de alteraciones de la memoria, la fluidez y otras aptitudes cognitivas, lo que afectaba el trabajo que tenían antes de la quimioterapia.
Aunque las causas y la existencia del trastorno cognitivo posquimioterapéutico han sido tema  de debate, estudios recientes han confirmado que se trata de un efecto secundario real, medible, de la quimioterapia, que aparece en algunos pacientes.  Mientras que cualquier enfermo de cáncer puede experimentar un trastorno cognitivo posquimioterapéutico temporal mientras recibe quimioterapia, quienes padecen TCP siguen sufriendo estos síntomas mucho después de terminada la quimioterapia. El TCP suele observarse en personas tratadas por cáncer de mama, cáncer de ovario, cáncer de próstata y otros cánceres del aparato reproductor, así como otros cánceres que requieren una quimioterapia agresiva.
El TCP es de gran relevancia clínica si se considera el creciente número de sobrevivientes de cáncer a largo plazo en la población, a muchos de los cuales quizá se haya tratado con dosis agresivas de quimioterapéuticos, o con quimioterapia como adyuvante de otros tratamientos.  En algunos pacientes, el miedo al TCP puede afectar decisiones de tratamiento.  La magnitud de las alteraciones cognitivas relacionadas con la quimioterapia y su incidencia en las actividades cotidianas son inciertas.

## Incidencia
El TCP afecta un subconjunto de sobrevivientes del cáncer, aunque la epidemiología y la prevalencia generales no son bien conocidas y quizá dependan de muchos factores.
Suele afectar del 10 al 40 por ciento de las enfermas de cáncer de mama, con índices mayores entre  las mujeres premenopáusicas y las que reciben quimioterapia de altas dosis.

## Síntomas
Entre los sistemas del cuerpo más afectados por los quimioterapéuticos están la memoria visual y semántica, la atención y la coordinación motora.  Estos efectos pueden afectar la capacidad de un paciente de quimioterapia para entender y tomar decisiones sobre su tratamiento, su trabajo escolar u ocupacional, y reducir su calidad de vida. Los sobrevivientes a menudo dicen sentir dificultad para compaginar muchas tareas, entender lo que  acaban de leer, seguir el hilo de una conversación y recordar palabras.
A las sobrevivientes de cáncer de mama tratadas con quimioterapia se les pueden dificultar ciertas tareas que a aquellas cuyo tratamiento fue quirúrgico.  Un estudio demostró que, un año después del tratamiento, los cerebros de sobrevivientes de cáncer tratadas con quimioterapia (después de una operación quirúrgica) habían disminuido de tamaño, a diferencia de los cerebros de sobrevivientes tratadas  sólo quirúrgicamente.
El trastorno cognitivo posquimioterapéutico  sorprende a muchos sobrevivientes de cáncer. Los sobrevivientes suelen pensar que su vida volverá a la normalidad una vez extirpado el cáncer, pero a veces se encuentran con que las secuelas de la quimioterapia impiden sus esfuerzos. Trabajar, relacionarse con sus seres queridos, realizar sus actividades cotidianas, todo puede resultar muy desafiante a un cerebro aquejado de TCP. Aunque el trastorno cognitivo posquimioterapéutico parece ser temporal,  puede durar mucho, en algunos casos hasta 10 o más años.

## Fisiopatología propuesta
Las causas y los límites del TCP no se conocen con precisión.  Se han propuesto dos hipótesis principales:  el efecto directo de los fármacos quimioterapéuticos en el cerebro, y la función de las hormonas en la salud del sistema nervioso.
El TCP es complejo y factores distintos de los fármacos quimioterapéuticos pueden afectar el funcionamiento cognitivo.  La menopausia, el traumatismo biológico de una intervención quirúrgica con anestesia, los medicamentos prescritos además de la quimioterapia, la predisposición genética, la terapia hormonal, las alteraciones emocionales (entre ellas la ansiedad, la depresión y la fatiga), los trastornos de comorbilidad y el síndrome paraneoplásico pueden presentarse a la vez y actuar como factores de confusión en el estudio o la experiencia del TCP. Los quimioterapéuticos talidomida, epotilonas como la ixabepilona, los alcaloides de la vinca vincristina y vinblastina, los taxanos paclitaxel y docetaxel, los inhibidores del proteasoma como el bortezomib, y los fármacos a base de platino cisplatino, oxaliplatino y carboplatino a menudo producen  neuropatía periférica inducida por la quimioterapia, un adormecimiento y hormigueo progresivo y duradero, dolor intenso e hipersensibilidad al frío, que empieza en manos y pies y a veces se extiende a brazos y piernas.  En la mayoría de los casos se ignora la manera de reducir los efectos de los agentes quimioterapéutcos asociados a los taxanos, la talidomida y los compuestos a base de platino (el oxaliplatino es una excepción notable a esta última categoría: aunque  causa TCP, sus efectos se pueden atenuar con la infusión de calcio, entre cuyos efectos relacionados con el TCP se cree que favorece la capacidad de los nervios para repararse solos, la capacidad de las células para excretar sustancias de desecho, la permeabilidad de la barrera hematoencefálica, el daño producido al ADN, que incluye el acortamiento de los telómeros, y el estrés oxidativo celular).
La importancia de las hormonas, particularmente los estrógenos, en la función cognitiva se subestima por la presencia del trastorno cognitivo en pacientes de cáncer del mama antes de iniciarse la quimioterapia, la semejanza de la deficiencia cognitiva con varios síntomas menopáusicos, el mayor índice de TCP en mujeres premenopáusicas y el hecho de que los síntomas a menudo se pueden invertir tomando estrógenos.
Otras teorías sugieren daño vascular, inflamación, trastornos autoinmunitarios, anemia y la presencia de la versión epsilon 4 del gen de la apolipoproteína E.
Se ha informado que 56 de los 132 fármacos quimioterapéuticos aprobados por la Administración de Alimentos y Medicinas  (FDA, por sus siglas en inglés) de Estados Unidos inducen estrés oxidativo.  El fármaco doxorrubicina (Adriamycin) se ha investigado como agente causal de TCP debido a su producción de especie reactiva de oxígeno. Se investigó en ratones como organismos modelo animales.
La investigación revela que las células neurales progenitoras son particularmente vulnerables a los efectos citotóxicos de los agentes quimioterapéuticos. Se ha demostrado que el 5-fluorouracilo reduce la viabilidad de dichas células del 55 al 70% en concentraciones de 1 μM, mientras que las líneas de células cancerosas expuestas a la misma concentración de 5-fluorouracilo no sufren alteración alguna.  Otros quimioterapéuticos como la carmustina, el cisplatino, y la citarabina también mostraron toxicidad sobre las células progenitoras in vivo e in vitro.  Esta es una preocupación  porque las células neurales progenitoras constituyen la mayor población de células que se dividen en el cerebro, y dan origen a neuronas y glía.
Debido a la función crítica que el hipocampo cumple en la memoria, ha sido tema  de varios estudios que implican el trastorno cognitivo posquimioterapéutico. El hipocampo es una  de las raras zonas del cerebro que presenta neurogénesis adulta. Las neuronas nuevas creadas por el hipocampo son importantes para la memoria y el aprendizaje y requieren un factor neurotrófico derivado del cerebro (FNDC) para formarse. Se ha demostrado que el 5-fluorouracilo, un quimioterapéutico de uso frecuente, reduce considerablemente los niveles de FNDC en el hipocampo de la rata. El metotrexato, un agente muy usado en la quimioterapia de cáncer de mama, también mostró una duradera reducción, dependiente de la dosis, de la proliferación de células del hipocampo en ratas a continuación de una única inyección intravenosa del fármaco. Esta prueba sugiere que las toxicidad de la quimioterapia sobre las células del hipocampo puede ser en parte causa de la disminución de memoria experimentada por algunos pacientes.
Los déficits de las funciones de la memoria visoespacial, visomotora y visual están entre los síntomas de los aquejados del trastorno cognitivo posquimioterapéutico. Hay pruebas que esto puede deberse a lesión del sistema visual más que a déficits cognitivos. En un estudio, el 5-fluorouracilo produjo toxicidad ocular en 25-38% de los pacientes tratados con el fármaco. El metotrexato también causó toxicidad ocular en 25% de los pacientes al cabo de 2-7 días de la quimioterapia inicial con él. Esta prueba indica que algunos de los déficits cognitivos de tipo visual experimentados por los sobrevivientes del cáncer pueden deberse a una lesión del ojo y no a un trastorno del procesamiento cognitivo, pero los más probable es que  se debe a un efecto sinérgico en ambos sistemas.

## Tratamiento
Entre las opciones hipotéticas de tratamiento están el uso de  antioxidantes, terapias cognitivo-conductuales, eritropoyetina y estimulantes como el metilfenidato, aunque como el mecanismo del TCP no se conoce bien, las posibilidades de tratamiento son igualmente hipotéticas.
El modafinilo, aprobado para narcolepsia, ha sido utilizado fuera de indicación en ensayos clínicos con personas que presentan síntomas de TCP. El modafinilo es un estimulante de la vigilia que puede mejorar el estado de alerta y la concentración, y los estudios han demostrado que es eficaz, por lo menos entre las mujeres tratadas por cáncer de mama.
Mientras que la terapia de restitución hormonal con estrógenos puede invertir los síntomas de TCP en las mujeres tratadas por cáncer de mama, esto supone riesgos de salud, entre ellos el posible favorecimiento de la proliferación de células de cáncer mamario reactivas al estrógeno.

## Investigación
La investigación del TCP es limitada, y los estudios sobre el tema a menudo han sido contradictorios en los resultados, en parte debido a diferentes medios para evaluar y definir el fenómeno, lo que dificulta la comparación y la síntesis. La mayoría de los estudios han sido con muestras pequeñas, lo que dificulta las generalizaciones. Se ha dirigido la atención al TCP en enfermos de cáncer más jóvenes, lo que dificulta sacar conclusiones sobre el TCP en los ancianos.
Varios estudios recientes han avanzado en el estudio utilizando técnicas de neuroimagen. En 2005, el Dr. Masatoshi Inagaki utilizó imágenes de resonancia magnética (MRI) para medir las diferencias en el volumen cerebral entre pacientes con cáncer de mama expuestos a la quimioterapia y los sujetos no expuestos. Los sujetos fueron probados en dos períodos: un año después de la cirugía, y nuevamente a los tres años posteriores a la cirugía. Los resultados del primer estudio realizado el año encontraron menores volúmenes de materia gris y blanca en pacientes expuestos a quimioterapia. Sin embargo, en el estudio a tres años, se observó que ambos grupos de sobrevivientes de cáncer de mama tenían similares volúmenes de sustancia gris y de materia blanca. La estructura cerebral alterada en los pacientes de quimioterapia ofrece una explicación para el deterioro cognitivo.
Otro estudio en 2007 investigó las diferencias en la estructura cerebral entre dos adultos, hembras de gemelos monocigóticos. Uno se sometió a un tratamiento de quimioterapia para el cáncer de mama, mientras que el otro no tenía cáncer y no fue tratado con quimioterapia. imágenes por resonancia magnética del cerebro se tomaron de ambos gemelos mientras participaban en una tarea de memoria de trabajo. Los resultados encontraron que el gemelo A (expuestos a la quimioterapia) experimentó una extensión espacial más amplia de la activación en el cerebro que el gemelo B (no expuesto a la quimioterapia). A también informó de una dificultad mayor que el gemelo B en la realización de la actividad de la memoria. Los autores de este estudio declaran que lospacientes de quimioterapia comúnmente reportan quejas cognitivas, a pesar de que llevan a cabo dentro de los límites normales las tareas neuropsicológicas. imágenes por resonancia magnética pueden proporcionar evidencia para esta ocurrencia. Los pacientes de quimioterapia pueden requerir mayor volumen de circuitos neuronales para completar las tareas neuropsicológicas en comparación con otros.
La Tomografía por Emisión de Positrones (PET) también se utiliza para estudiar el deterioro cognitivo post-quimioterapia. En un estudio realizado en 2007, se tomaron las exploraciones de pacientes expuestos a la quimioterapia adyuvante. Se encontró significativamente alterado el flujo de sangre en el cerebro, especialmente en la corteza frontal y el cerebelo. La diferencia más significativa del flujo de sangre se encontró en la circunvolución frontal inferior. Los autores informan que el metabolismo en reposo en esta área está asociada con el rendimiento en tareas de memoria a corto plazo.
Mientras que los estudios de post-tratamiento sugieren efectos secundarios negativos significativos de la quimioterapia sobre la cognición, otros estudios han indicado que puede haber factores de vulnerabilidad de referencia que podrían contribuir al desarrollo de deterioro cognitivo. Tales factores pueden incluir el estado menopáusico, la cirugía / anestesia, el estrés, la genética y la fatiga, entre otras variables sospechososvde confusión.
Para una revisión completa de los estudios de neuroimagen y quimiocerebro / chemofog, se refieren a este amplio artículo reciente revisión por Scherling y Smith (2013): http://www.mdpi.com/1424-8220/13/3/3169 [35]

## Pronóstico
Aunque frustrante, el resultado final es muy bueno: los síntomas suelen desaparecer en unos cuatro años

## Historia
Los síntomas de la PCCI fueron reconocidos por los investigadores en la década de 1980, que por lo general lo describieron como deterioro cognitivo leve después del tratamiento exitoso del cáncer. Algunos autores dicen que se identificó principalmente en grupos de supervivientes de cáncer de mama y de apoyo que afecta a un subgrupo de individuos tratados con quimioterapia, que lo atribuyó a los efectos de la medicación tomada para tratar su cáncer.
El término aparece en las publicaciones quimiocerebro al menos ya en 1997.